# 普林斯頓
普林斯顿是美国东北部城市，位于新泽西州默瑟县。普林斯顿大学、普林斯顿高等研究院和普林斯顿神學院位于此市。
普林斯顿地处纽约和费城之间，新泽西州西南的特拉华平原上，面积约为7平方公里，东濒卡内基湖，西临特拉华河。人口约为3万，大多市民生活富裕；小城交通方便，距离纽约和费城只需大约1小时车程。

## 历史
美国原住民中的莱纳佩人是普林斯顿地区已知最早的居民，欧洲探险者在17世纪后半期发现了他们的聚居地。而最早在这里住下来的欧洲人叫做亨利·格林兰（Henry Greenland），此人在1683年于此地建起了一座酒吧。东西新泽西的代表曾在这里相聚以商谈土地边界事宜。
而此时的普林斯顿默默无名，其早期的名称包括“Princetown”、“Prince's Town”和今日的“Princeton”。这一名称可能是为了纪念拿骚家的奧蘭治親王威廉三世而起，即由亲王（Prince）一词演变而来，不过此说并没有得到任何官方的认可。另外还有说镇名是来自一位名叫亨利·普林斯（Henry Prince）大地主的，但这种说法也没什么可靠的佐证。这两种说法比起来，前者更为可靠，因为普林斯顿周围一些市镇名称也与王室有关，例如金斯顿（Kingston）。

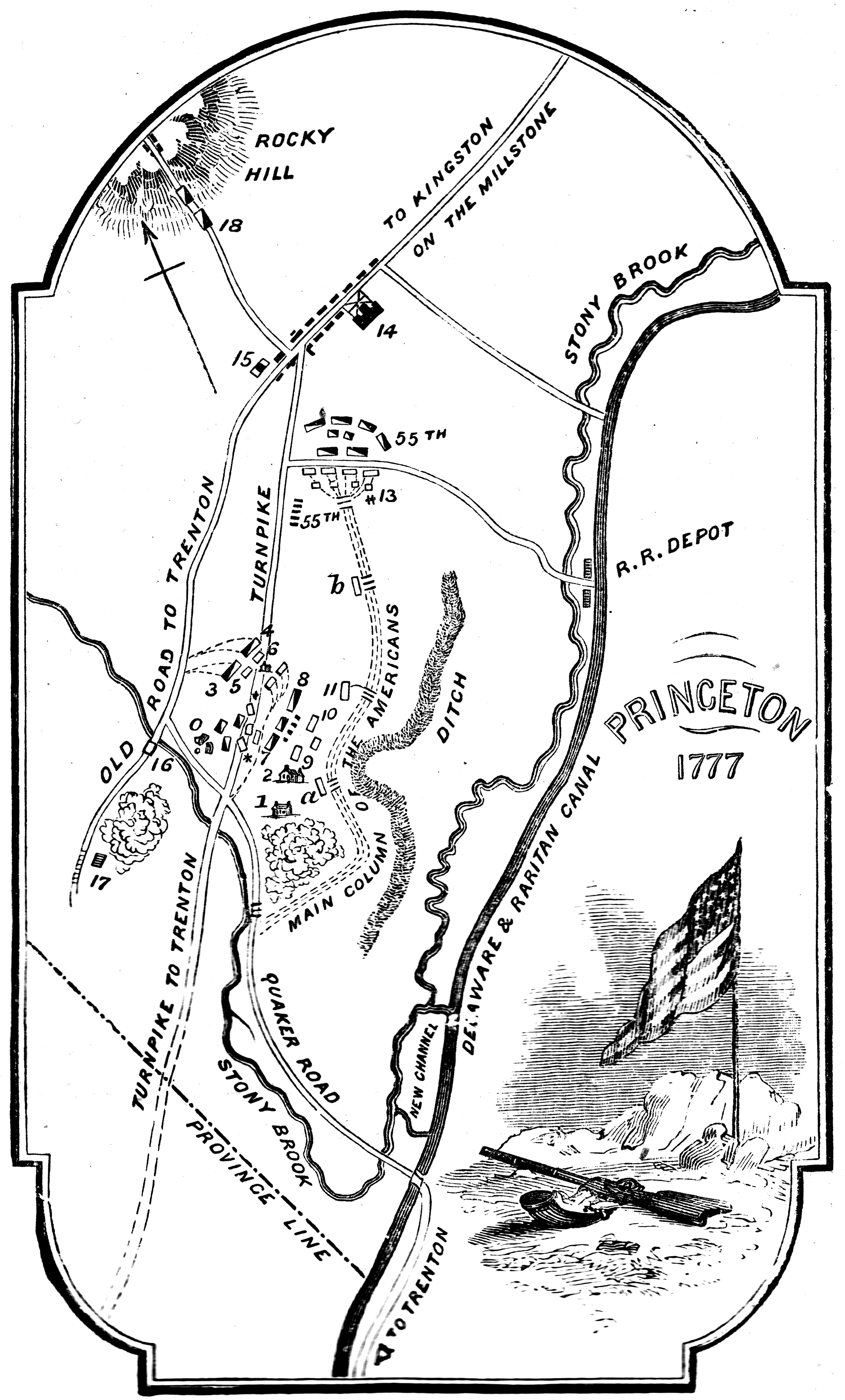
1777年的普林斯顿战役

美国大革命期间的1777年，这里发生了普林斯顿战役，随后在此举办了新泽西的第一场立法会议。独立宣言签署人中的理查德·斯托克顿和约翰·威瑟斯朋也曾在普林斯顿定居。而普林斯顿现在有两条街道就是以他们二人的名字命名的。1783年大陆会议曾在此地的班布里奇宅（Bainbridge House）举行，现在该建筑归属于普林斯顿大学。

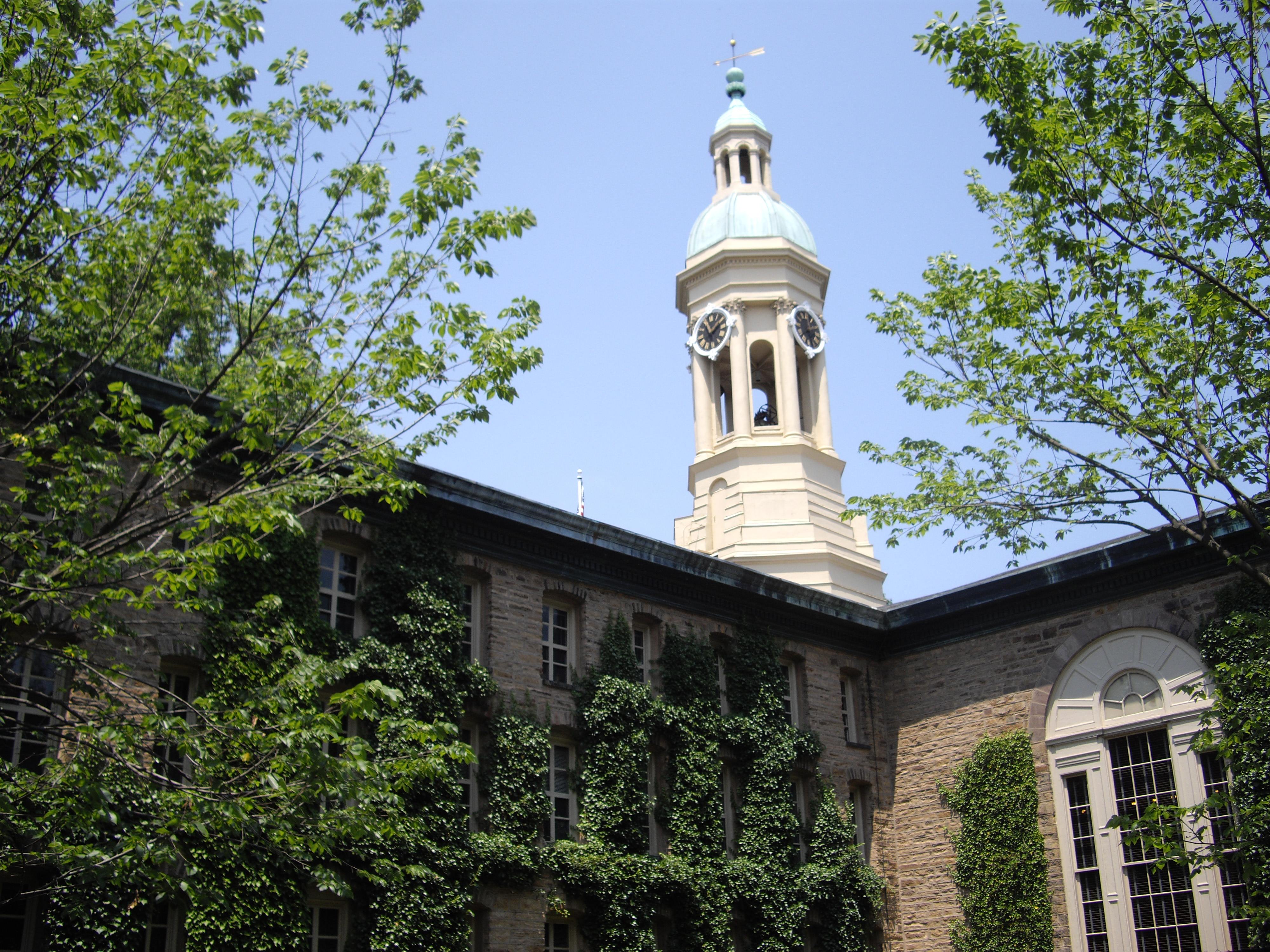
拿骚堂在1783年曾是美国政府临时驻地

普林斯顿的创始人之一理查德·斯托克顿（Richard Stockton）在1709年逝世之后将地产留给了他的儿子，后者将普林斯顿进一步扩大。1880年美国人口普查时，除去学生之外，当地有3,209位居民。19世纪人口再度增加，按2010年美国人口普查结果，普林斯顿自治市（Princeton Borough）共有居民12,307人，普林斯顿镇区（Princeton Township）则有16,265人。而1746年建立的普林斯顿大学的学生人数也不可小觑。

## 地理
美国人口调查局数据显示，普林斯顿面积为47.56平方（18.36平方英里），其中陆地面积46.444平方（17.932平方英里），水域面积1.115平方（0.431平方英里）。和东北美的大多数地区一样，普林斯顿属于温带大陆性湿润气候，冬季寒冷，夏季湿润而炎热。
| 普林斯顿               | 普林斯顿    | 普林斯顿    | 普林斯顿    | 普林斯顿    | 普林斯顿    | 普林斯顿    | 普林斯顿    | 普林斯顿    | 普林斯顿    | 普林斯顿    | 普林斯顿    | 普林斯顿    | 普林斯顿      |
| 月份                   | 1月         | 2月         | 3月         | 4月         | 5月         | 6月         | 7月         | 8月         | 9月         | 10月        | 11月        | 12月        | 全年          |
| ---------------------- | ----------- | ----------- | ----------- | ----------- | ----------- | ----------- | ----------- | ----------- | ----------- | ----------- | ----------- | ----------- | ------------- |
| 历史最高温 °F（°C）    | 73 (23)     | 75 (24)     | 88 (31)     | 95 (35)     | 96 (36)     | 100 (38)    | 105 (41)    | 102 (39)    | 103 (39)    | 95 (35)     | 82 (28)     | 76 (24)     | 105 (41)      |
| 平均高温 °F（°C）      | 38.6 (3.7)  | 41.1 (5.1)  | 50.1 (10.1) | 61.0 (16.1) | 71.6 (22.0) | 80.2 (26.8) | 85.0 (29.4) | 83.2 (28.4) | 76.2 (24.6) | 65.2 (18.4) | 54.2 (12.3) | 43.5 (6.4)  | 62.5 (16.9)   |
| 平均低温 °F（°C）      | 21.5 (−5.8) | 23.4 (−4.8) | 31.2 (−0.4) | 39.4 (4.1)  | 48.9 (9.4)  | 57.9 (14.4) | 63.2 (17.3) | 61.6 (16.4) | 54.0 (12.2) | 42.3 (5.7)  | 34.6 (1.4)  | 26.7 (−2.9) | 42.1 (5.6)    |
| 历史最低温 °F（°C）    | −16 (−27)   | −8 (−22)    | 2 (−17)     | 18 (−8)     | 28 (−2)     | 35 (2)      | 45 (7)      | 40 (4)      | 31 (−1)     | 22 (−6)     | 0 (−18)     | −6 (−21)    | −16 (−27)     |
| 平均降水量 （mm）      | 3.79 (96)   | 2.96 (75)   | 3.89 (99)   | 3.91 (99)   | 4.65 (118)  | 3.74 (95)   | 5.32 (135)  | 4.20 (107)  | 4.42 (112)  | 3.63 (92)   | 3.84 (98)   | 3.90 (99)   | 48.25 (1,226) |
| 来源1：Homefacts.com   |             |             |             |             |             |             |             |             |             |             |             |             |               |
| 来源2：Weather Channel |             |             |             |             |             |             |             |             |             |             |             |             |               |

## 普林斯顿大学

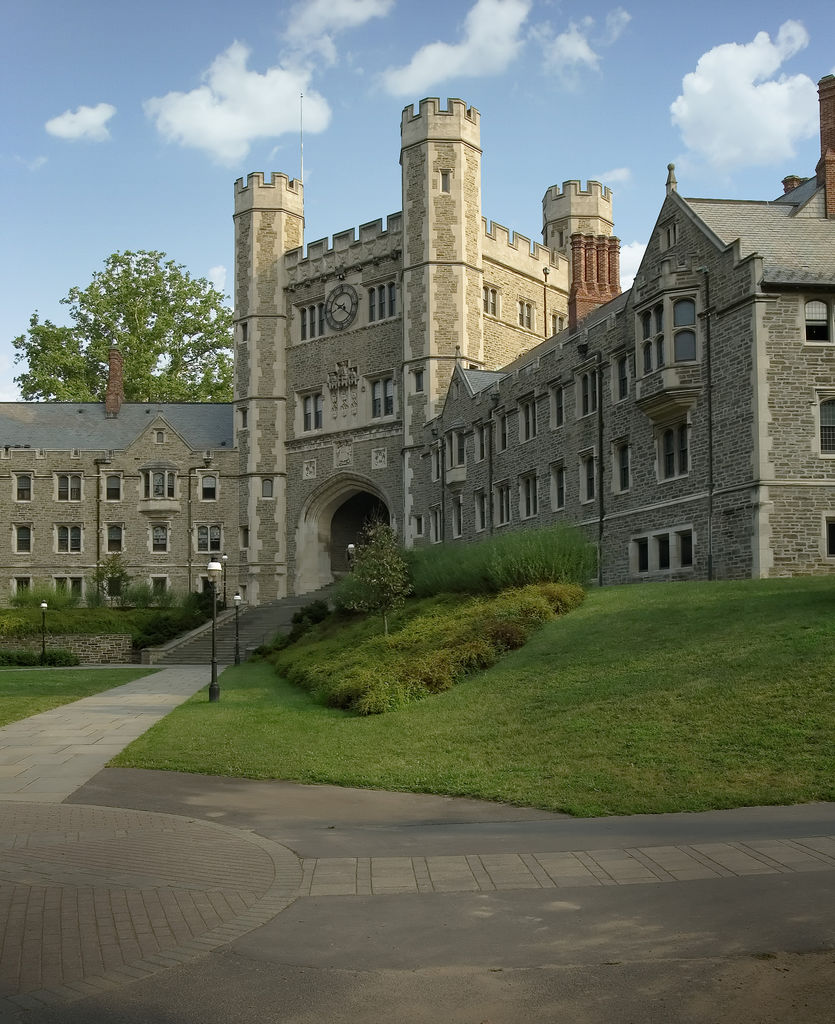
布莱尔拱门（Blair Arch）普林斯顿大学的标志性建筑之一

普林斯顿大学是美国殖民时期第四所成立的高等教育学院。1746年在新泽西州伊麗莎白创立，当时名为“新泽西学院”。学校1756年搬迁到普林斯顿时名称仍未改动。一直到1896年学校才正式更名为“普林斯顿大学”。它是英属北美洲部分成立的第四所大学。虽然它最初是长老制的教育机构，但是现在已经成为非宗教大学，对学生亦无任何宗教上的要求。这所大学提供两种主流的本科学位：文学士学位和工学士学位。普林斯顿保有浓厚的欧式教育学风。创立宗旨上强调训练学生具有人文及科学的综合素养。
普林斯顿的校址方圆2.4平方公里，风景优美。校内有很多后歌特式的建筑，大多数都是19世纪末20世纪初修建的。是校内的主管理楼，建于1756年，曾在1783年间短暂地被作为美国国会大厦使用。校园内一些现代的新建筑有一些是罗伯特·文图里、德米特里·波菲里奥斯和弗兰克·格里设计的。校内还有很多雕塑，包括亨利·穆尔（例如“椭圆上的斑点”，被戏称为“尼克松的鼻子”）、克莱门特·米德穆尔（爆发户 II）和亚历山大·考尔德（Five Disks: One Empty）的作品。校园的中间是自1830年左右修建的隧道和可以划船的卡内基湖。

## 普林斯顿高等研究院

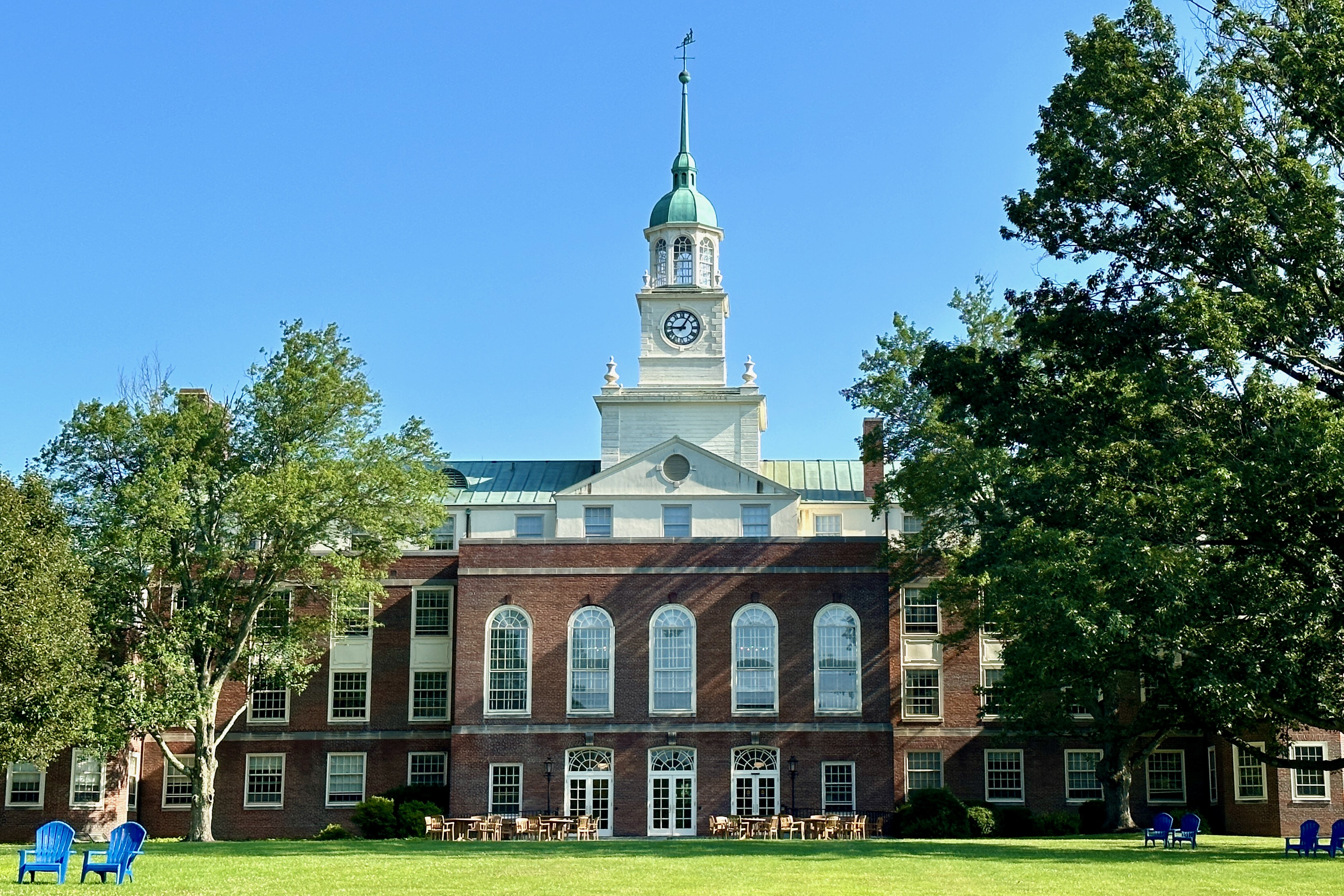
Fuld Hall

普林斯顿高等研究院成立于1930年。普林斯顿高等研究院并不是普林斯顿大学的一部分，但是和临近的普林斯顿大学有着非常紧密的联系。
普林斯顿高等研究院是一个各个领域的科学家做最纯粹的尖端研究，而不受任何教学任务、科研资金或者赞助商压力的研究机构。研究院最有名的科学家莫过于爱因斯坦了。在美国其他地方也有基于普林斯顿高等研究院而建立的高等研究院。
普林斯顿高等研究院包括一个历史研究学院、数学学院、自然科学学院、和社会科学学院，以及一个新成立的理论生物研究计划。每个研究学院都有一个小规模的终身研究员团体，每年也会有一些访问学者作为补充。